# Cappella del Rosario
La cappella del Rosario dedicata alla Madonna del Rosario, è la seconda presente nella navata sinistra della basilica di San Martino di Alzano Lombardo. La cappella, conserva opere d'importante interesse artistico così come importanti sono le opere conservate nelle tre sagrestie, ed è uno dei punti artisticamente più significativi della chiesa. L'archivio parrocchiale conserva molti dei contratti relativi alle commissioni delle opere che ospita anche se alcuni documenti sono venuti a mancare a causa dell'incendio del 1806.

## Storia
Nel 1676 fu fatta richiesta da parte dell'allora parroco Gerolamo Acerbis Viani, alla curia di Bergamo dell'autorizzazione alla ristrutturazione degli spazi adibiti a sagrestia nonché terreno parrocchiale, con la creazione di una nuova ampia cappella dedicata alla Madonna de Rosario. Dopo il Concilio di Trento e la visita diocesana di san Carlo Borromeo, il territorio della bergamasca ebbe particolare attenzione verso la preghiera del rosario, e la conseguente devozione alla Madonna.  Con questa fu richiesta anche la realizzazione di tre nuove sagrestie. Il progetto originario dell'altare al centro della cappella, fu di Giovan Battista Caniana del 1698.
Per la sua realizzazione fu invitato l'architetto Gerolamo Quadrio che aveva già lavorato per la basilica. L'anno successivo la parte muraria risulta fosse stata realizzata. La cappella si presenta dalla simbolica forma ottagonale.
Girolamo Caniana figlio dei Giovanni, fu l'ultimo architetto che portò la cappella nella nuova forma nel 1754, venendo poi consacrata dall'arcivescovo di Scutari Serafino Torriani l'anno successivo.
La costruzione nel suo complesso architettonico è costato un impegno economico notevole, in base a quanto conservato nell'archivio Diocesano, la spesa è stata in totale di lire 11.426,00 di cui 3.974,00 riferibili alle opere murarie e ben 7.452,00 per i marmi e la loro lavorazione.

## Descrizione
La cappella è come una piccola chiesa, inserita in una più grande, e si presente in forma ottagonale, forma che ha importanti significati per la religione cristiana, è, infatti, l'ottavo giorno quello della trasfigurazione e il Nuovo Testamento, inoltre Dio Padre dopo aver creato il mondo in sei giorni, e aver riposato il settimo, annunciò agli uomini la resurrezione di suo unico Figlio dando a ogni uomo l'eternità. Conserva una decorazione e un arredo molto elaborato e complesso, opera di numerosi artisti.

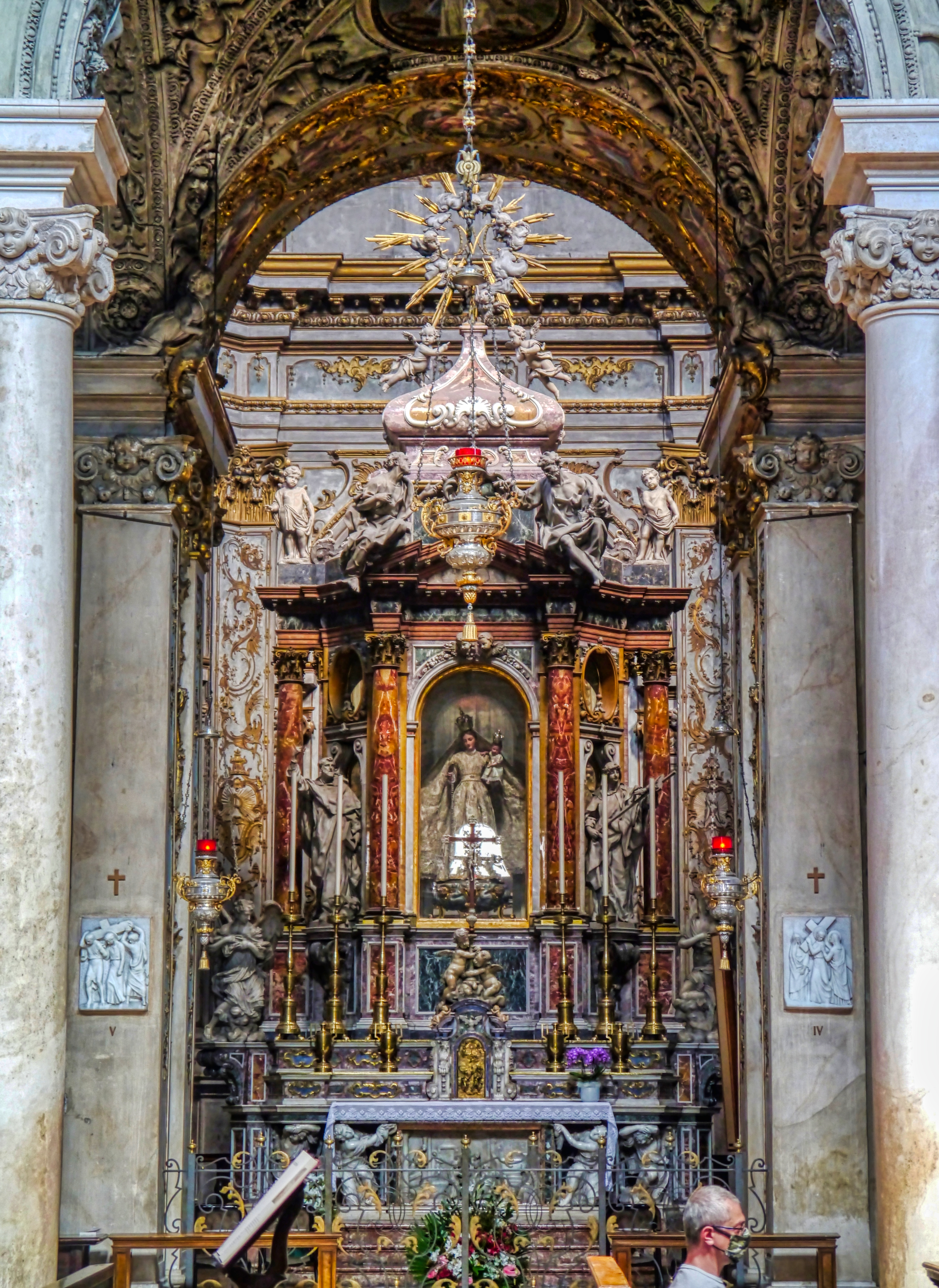
Cappella del Rosario- Altare

La decorazione è dedicata ed ha sempre come oggetto Maria. Si accede attraverso l'arco trionfale composto da tre fascioni con bordo a rosette nelle sezioni laterali e con la presenza di medaglioni raffiguranti i quindici misteri del rosario dipinti a fresco da Federico Ferrario in quella centrale.. Eleganti cornici dorate, opera di Vincenzo Camuzio, raccolgono le decorazioni a fresco della cappella, mentre la cupola è completamente affrescata da Giuseppe Antonio Orelli, con l'immagine dell'incoronazione della Vergine da parte della Trinità.
Le pareti laterali furono cornate da tele e affreschi dei migliori artisti presenti sul territorio del Seicento e Settecento, come i dipinto 'Abigail che placa Davide di Cappella e il dipinto Assunzione di Maria di Cavagna, e del neoclassico tra i quali Giuseppe Diotti con la tela Benedizione di Isacco al figlio Giacobbe, Ester e Assuero di Giovan Battista Dell'Era, e la tela Giacobbe con Lia e Rachele di Andrea Appiani fino al romanticismo con la tela Agar nel deserto di Giovanni Carnovali detto il “Piccio”, realizzata nel suo periodo di maggior fama, e malgrado fosse stata commissionata nel 1835 fu consegnata solo nel 1863 ma non fu ben accolta dalla committenza perché non rispondeva alle indicazioni contrattuali. Il dipinto sicuramente si presentava molto diverso agli altri presenti nella cappella per stile, la pittura era passata dal neoclassicismo al romanticismo e quindi non accolto ma, dopo molte polemiche, messo in vendita. La tela fu acquista dal necenate Daniele Farina, amico dell'artista, passando poi di proprietà dell'Accademia Carrara di Bergamo, che ne ha concesso la collocazione della cappella mariana. 
L'atmosfera soffusa creata dalla luce delicata composta da un cromatismo vario, porta l'osservatore a entrare nel clima di confidenza e di tenerezza, quella che si coglie negli sguardi che creano la “muta” conversazione di Agar con l'angelo. Corrispondente si trova il dipinto su tela Giuditta vincitrice su Oloferne di Vincenzo Camuccini consegnata alla fabbriceria nella pasqua del 1828, dipinto che vuole raffigurare l'affinità che vi è tra due donne: Giuditta e Maria che con l'aiuto di Dio uccidono il maligno.
Non tutte le tele che furono commissionate e poste nella cappella hanno mantenuto la posizione, molte sono state nel tempo sostituite con altre, seguendo un poco la moda e gli artisti che si sono susseguiti sul territorio. Le tele che non sono più presenti sono conservate presso il Museo d'arte sacra San Martino.
Centrale dalle forme imponenti l'altare realizzato dal giovane scultore Andrea Fantoni con la collaborazione di Pietro Mazzetti. Nel 1754 Giovan Battista Caniana con i figlio Giuseppe realizzò un nuovo progetto dell'altare che fu poi sviluppato e ultimato da altri scultori. Lavoro originario del Fantoni è il paliotto, il bassorilievo in marmo di Carrara raffigurante la “Nascita di Maria”, e l'angelo posto la destra. Il lavoro fu commissionato ad Andrea Fantoni il 26 marzo 1698, come indicato nell'atto conservato presso la Casa museo Fantoni di Rovetta, datazione che corrisponde con i lavori che l'artista realizzò per la seconda sagrestia. Il giovane Fantoni aveva eseguito solo sculture in legno, ma questo lavoro testimonia la sua capacità espressiva anche con il materiale sassoso, il paliotto infatti raffigura una scena molto dinamica nella parte dell'altorilievo dove i personaggi sono molto plastici, mentre la parte in bassorilievo presenta parti ancora acerbe, l'ottimo lavoro però ancora non può essere avvicinato ai quattro grandi telamoni che realizzerà un decennio dopo per il pulpito della basilica, quando l'artista sarà nel pieno della sua maturità, e che hanno un grande valore artistico. Il secondo angelo e i quattro presenti sulla mensa e sull'edicola sono opera di settecentesca di Pietro Mazzetti. Di Antonio Calegari son invece le statue di san Domenico di Guzman e santa Caterina da Siena, così come gli angeli che reggono la croce posta a coronamento del ciborio. Altri due scultori lavorarono all'altare: Carlo Maria Giudici che ha realizzato gli angioletti posti sulla sommità dell'altare mentre il monogramma di Maria sorretto da due angeli è opera di Gelpino Calegari.
Fantoniana è anche la statua lignea della Madonna vestita posta nel centro dell'altare, sopra la mensa nella grande tribuna  composta da sei aperture ad arco e quattro ovali in cristallo di Boemia e Murano.